# José Manuel Soria López
José Manuel Soria López (Las Palmas de Gran Canaria, 5 de gener de 1958) és un polític espanyol que milita a les files del Partit Popular de les Canàries, del qual ha estat president regional entre 1999 i 2016. Fou ministre d'Indústria, Energia i Turisme del Govern d'Espanya des del 22 de desembre de 2011 fins al 15 d'abril de 2016.
Anteriorment, va ser Alcalde de l'Ajuntament de Las Palmas de Gran Canaria des de 1995 fins a 2003 i President del Cabildo insular de Gran Canària entre 2003 i 2007. Va ser també Diputat autonòmic al Parlament de Canàries entre 2003 i 2011 i vicepresident i conseller d'Economia i Hisenda del Govern de Canàries entre 2007 i 2010.
L'abril del 2016 es va fer públic que Soria havia tingut participacions en una empresa offshore establerta a Panamà i el 15 d'abril va presentar la seva renúncia. Posteriorment el Govern espanyol en funcions del Partit Popular el va presentar com a candidat a esdevenir el director executiu del Banc Mundial, però finalment es va renunciar a la candidatura, a causa de la forta polèmica que va provocar.